# Kerkouane
Kerkouane hoặc Kerkuane (tiếng Ả Rập: كركوان, Karkwān) là địa điểm của một thành phố người Punic cổ ở phía đông bắc Tunisia, gần với mũi cực bắc Cape Bon (Ras ed-Dar). Thành phố Phoenicia này có lẽ đã bị bỏ hoang trong Chiến tranh Punic lần thứ nhất (khoảng năm 250 TCN) và không được người La Mã xây dựng lại. Nó đã tồn tại được khoảng 400 năm.
Các cuộc khai quật của thị trấn đã tiết lộ những tàn tích và tiền xu từ thế kỷ thứ 4 và thứ 3 TCN. Xung quanh vị trí này có thể nhìn thấy bố cục rõ ràng, nhiều ngôi nhà vẫn còn xót lại các bức tường và đất sét màu vẫn có thể nhìn thấy tại mặt tiền. Nhiều ngôi nhà được xây dựng theo một quy chuẩn phù hợp với về quy hoạch thị trấn thời kỳ này.
Đây được cọi là một trong những thành phố Punic quan trọng nhất cùng với Carthage, Hadrumetum (Sousse ngày nay) và Utica.